# سی و چهارمین دوره جوایز اسکار

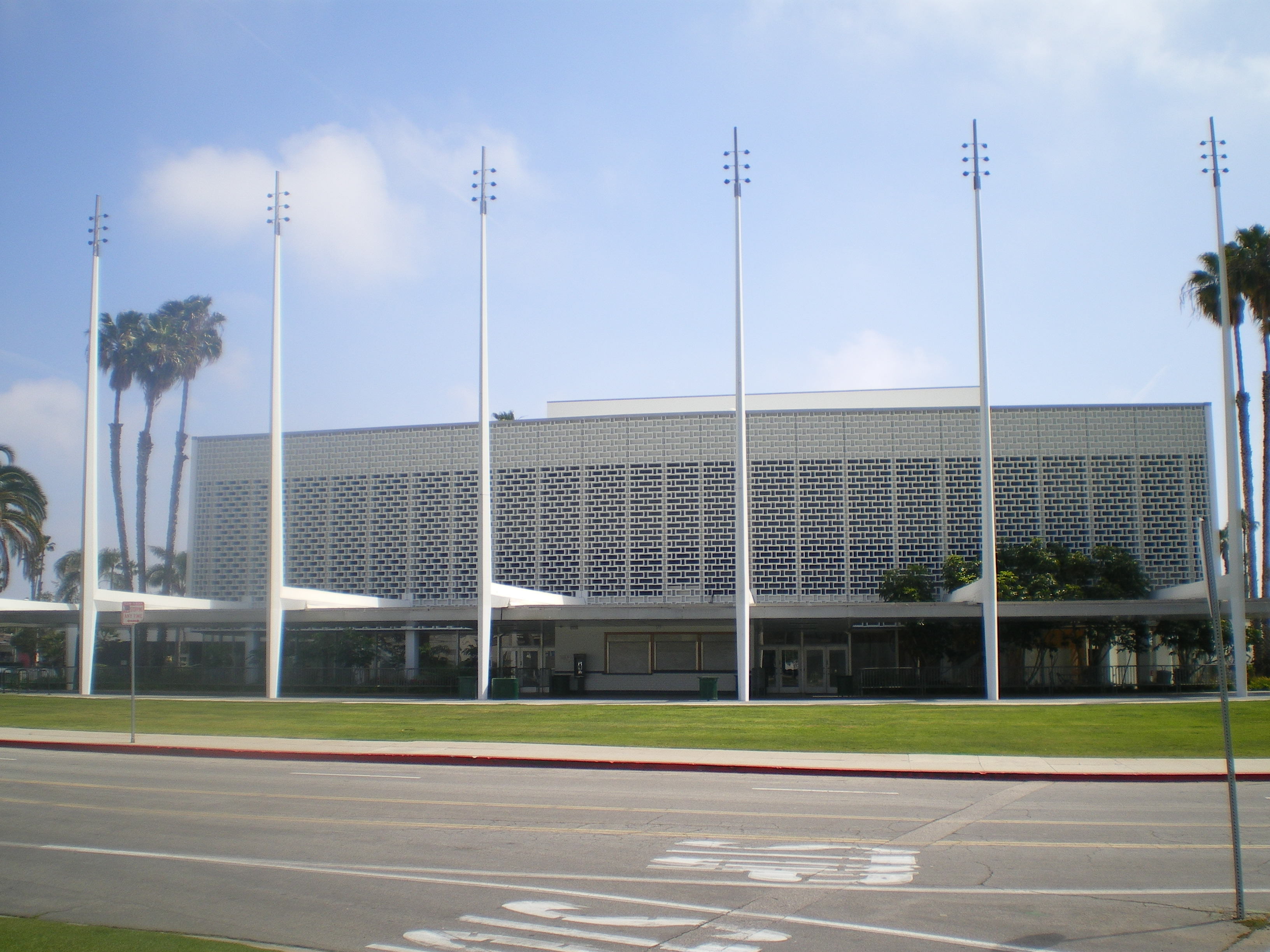
سالن اجتماعات سانتا مونیکا با 3000 صندلی، طراح پروژه لو نایدورف، و در سال 1958 افتتاح شد.

## جوایز
Winners are listed first و highlighted with boldface
| بهترین فیلم | بهترین کارگردانی |
| --- | --- |
| - داستان وست ساید - فانی - قضاوت در نورنبرگ - بیلیاردباز - توپ های ناوارون | - جروم رابینز و رابرت وایز – داستان وست ساید - استنلی کریمر – قضاوت در نورنبرگ - فدریکو فلینی – زندگی شیرین - جی. لی تامپسون – توپ های ناوارون - رابرت راسن – بیلیاردباز |
| بهترین بازیگر نقش اول مرد | بهترین بازیگر نقش اول زن |
| - ماکسیمیلیان شل – قضاوت در نورنبرگ - شارل بوآیه – فانی - پل نیومن – بیلیاردباز - اسپنسر تریسی – قضاوت در نورنبرگ - استوارت ویتمن – نشان | - سوفیا لورن – دو زن - آدری هپبورن – صبحانه در تیفانی - پیپر لوری – بیلیاردباز - جرالدین پیج – تابستان و دود - ناتالی وود – شکوه علفزار |
| بهترین بازیگر نقش مکمل مرد | بهترین بازیگر نقش مکمل زن |
| - جورج چاکیریس – داستان وست ساید - مونتگومری کلیفت – قضاوت در نورنبرگ - پیتر فالک – معجزه سیب - جکی گلیسون – بیلیاردباز - جورج سی. اسکات – بیلیاردباز | - ریتا مورنو – داستان وست ساید - فای باینتر – ساعت بچه‌ها - جودی گارلند – قضاوت در نورنبرگ - لوته لنیا – بهار دوم و خانم استون - یونا مرکل – تابستان و دود |
| بهترین فیلم‌نامه غیراقتباسی | بهترین فیلم‌نامه اقتباسی |
| - شکوه علفزار – ویلیام اینگ - زندگی شیرین – فدریکو فلینی, تولیو پینه‌لی, اینو فلاایانو و Brunello Rondi - Ballad of a Soldier – Valentin Ezhov and گریگوری چوخرای - General della Rovere – سرجیو آمیدی, دیه‌گو فابری and ایندرو مونتانلی - Lover Come Back – استنلی شپیرو و Paul Henning | - قضاوت در نورنبرگ – ابی مان - داستان وست ساید – ارنست لمان - صبحانه در تیفانی – George Axelrod - توپ های ناوارون – کارل فورمن - بیلیاردباز – رابرت راسن و Sidney Carroll |
| بهترین فیلم غیر انگلیسی‌زبان | |
| - همچون در یک آینه (سوئد) - عشق جاویدان (فیلم ۱۹۶۱) (ژاپن) - Harry and the Butler (دانمارک) - Plácido (اسپانیا) - The Important Man (مکزیک) | |
| بهترین فیلم مستند | جایزه اسکار بهترین فیلم مستند |
| - آسمان بالای سر و لجن زیر پا - The Grand Olympics | - Project Hope - Breaking the Language Barrier - Cradle of Genius - Kahl - The Man in Gray |
| جایزه اسکار بهترین فیلم کوتاه | بهترین فیلم انیمیشن |
| - Seawards the Great Ships - Play Ball! - The Face of Jesus - Rooftops of New York - Very Nice, Very Nice | - سوروگات - آکوامنیا - Beep Prepared - Nelly's Folly - Pied Piper of Guadalupe |
| بهترین موسیقی متن | بهترین موسیقی فیلم |
| - صبحانه در تیفانی – هنری مانچینی - السید – میکلوش روژا - فانی – موریس استولوف and هری ساکمن - تابستان و دود – المر برنشتاین - توپ‌های ناواران – دیمیتری تیومکین | - داستان وست ساید – سال چاپلین, جانی گرین, سید رمین و اروین کاستل - Babes in Toyland – جرج برانس - Flower Drum Song – آلفرد نیومن و کن داربی - Khovanshchina – دمیتری شوستاکوویچ - بلوز پاریس – دوک الینگتون |
| جایزه اسکار بهترین ترانه | جایزه اسکار بهترین میکس صدا |
| - "مون ریور" from صبحانه در تیفانی – Music by هنری مانچینی; Lyric by جانی مرسر - "Bachelor in Paradise" from Bachelor in Paradise – Music by هنری مانچینی; Lyric by Mack David - "Love Theme from El Cid (The Falcon and the Dove)" from السید – Music by میکلوش روژا; Lyric by پل فرنسیس وبستر - "جیبی پر از معجزه" from جیبی پر از معجزه – Music by جیمی ون هیوزن; Lyric by سمی کان - "Town Without Pity" from شهر بی‌ترحم – Music by دیمیتری تیومکین; Lyric by ند واشینگتن | - داستان وست ساید – گوردون ای سایر, Fred Hynes - تله والدین (فیلم ۱۹۶۱) – رابرت او کوک - The Children's Hour – گوردون ای سایر - Flower Drum Song – Waldon O. Watson - توپ‌های ناواران – John Cox |
| جایزه اسکار بهترین طراحی صحنه | جایزه اسکار بهترین طراحی صحنه |
| - بیلیاردباز – Art Direction: Harry Horner; Set Decoration: Gene Callahan - قضاوت در نورنبرگ – Art Direction: Rudolph Sternad; Set Decoration: George Milo - The Absent-Minded Professor – Art Direction: Carroll Clark; Set Decoration: Emile Kuri and Hal Gausman - زندگی شیرین – Art Direction and Set Decoration: پیرو گیراردی - The Children's Hour – Art Direction: Fernando Carrere; Set Decoration: Edward G. Boyle                                                  | - داستان وست ساید – Art Direction: Boris Leven; Set Decoration: Victor Gangelin - صبحانه در تیفانی – Art Direction: Hal Pereira و رولند اندرسون; Set Decoration: Sam Comer و Ray Moyer - Flower Drum Song – Art Direction: Alexander Golitzen و Joseph C. Wright; Set Decoration: Howard Bristol - السید – Art Direction and Set Decoration: Veniero Colasanti و John Moore - Summer and Smoke – Art Direction: Hal Pereira و Walter H. Tyler; Set Decoration: Sam Comer and Arthur Krams |
| بهترین فیلمبرداری، سیاه و سفید | بهترین فیلمبرداری، رنگی |
| - بیلیاردباز – اویگن شوفتان - قضاوت در نورنبرگ – ارنست لاسلو - یک، دو، سه – دانیل ال. فپ - The Absent-Minded Professor – ادوارد کولمن (فیلم‌بردار) - The Children's Hour – فرانتس پلانر | - داستان وست ساید – دانیل ال. فپ - A Majority of One – Harry Stradling, Sr. - Fanny – جک کاردیف - Flower Drum Song – راسل متی - سربازهای یک چشم – چارلز لنگ |
| جایزه اسکار بهترین طراحی لباس | جایزه اسکار بهترین طراحی لباس |
| - زندگی شیرین – پیرو گیراردی - Claudelle Inglish – Howard Shoup - قضاوت در نورنبرگ – ژان لوئی - The Children's Hour – دوروتی جیکنس - Yojimbo – Yoshirō Muraki | - داستان وست ساید – آیرین شرف - Back Street – ژان لوئی - Babes in Toyland – بیل توماس - Flower Drum Song – آیرین شرف - جیبی پر از معجزه – ادیت هد and والتر پلانکت |
| بهترین تدوین فیلم | جایزه اسکار بهترین جلوه‌های تصویری |
| - داستان وست ساید – تامس استنفورد - تله والدین (فیلم ۱۹۶۱) – Philip W. Anderson - فانی – ویلیام اچ. رینولدز - قضاوت در نورنبرگ – فردریک نیوتسن - توپ‌های ناواران – Alan Osbiston | - توپ‌های ناواران – Bill Warrington و Vivian C. Greenham - The Absent-Minded Professor – Robert A. Mattey و Eustace Lycett |

### جایزه اسکار افتخاری
- William L. Hendricks
- Fred L. Metzler
- جروم رابینز

### جایزه یادبودایروینگ تالبرگ
- استنلی کریمر

### جایزه بشردوستانهجین هرشولت
- جرج سیتون

### مجریان
- ادی آلبرت و دینا مریل (Presenters: Costume Design Awards)
- فرد آستر (Presenter: بهترین فیلم)
- کارول بیکر و ریچارد چمبرلین (Presenters: Art Direction-Set Decoration Awards)
- چالز براکت (Presenter: Jean Hersholt Humanitarian Award to جرج سیتون)
- مکدونالد کری و شرلی نایت (Presenters: Best Visual Effects)
- جورج چاکیریس and کارولین جونز (Presenters: Documentary Awards)
- سید شریس and Tony Martin (Presenters: Music Awards)
- وندل کوری (Presenter: Honorary Award to Fred L. Metzler)
- جوآن کراوفورد (Presenter: بهترین بازیگر مرد)
- وینس ادواردز و شلی وینترز (Presenters: Cinematography Awards)
- آنتونی فرنسیوسا و جوآن وودوارد (Presenters: Best Sound Recording)
- آرتور فرید (Presenter: Irving G. Thalberg Memorial Award to استنلی کریمر)
- جورج همیلتون و گلینیس جونز (Presenters: Short Subjects Awards)
- راک هادسن (Presenter: بهترین بازیگر مکمل زن)
- Eric Johnston (Presenter: Best Foreign Language Film)
- شرلی جونز (Presenter: بهترین بازیگرمکلمل مرد)
- جین کلی (Presenter: Honorary Award to Jerome Robbins)
- برت لنکستر (Presenter: بهترین بازیگر زن)
- جک لمون و لی رمیک (Presenters: Writing Awards)
- دبی رینولدز (Presenter: Best Original Song)
- روسالیند راسل (Presenter: بهترین کارگردانی)

### اجراکنندگان
- آن مارگرت ("Bachelor in Paradise" from Bachelor in Paradise)
- Gogi Grant ("جیبی پر از معجزه" from جیبی پر از معجزه)
- Johnny Mathis ("Love Theme from El Cid (The Falcon and the Dove)" from السید)
- جنه پیتنی ("Town Without Pity" from شهر بی‌ترحم)
- اندی ویلیامز ("مون ریور" from صبحانه در تیفانی)

### چند انتخابی‌ها
| فیلم های با بیشترین نامزدی - ۱۱ نامزدی: قضاوت در نورنبرگ, داستان وست ساید - ۹ نامزدی: بیلیاردباز - ۷ نامزدی: توپ‌های ناواران - ۵ نامزدی: صبحانه در تیفانی, The Children's Hour, Fanny, Flower Drum Song - ۴ نامزدی: زندگی شیرین, Summer and Smoke - ۳ نامزدی: The Absent-Minded Professor, السید, جیبی پر از معجزه - ۲ نامزدی: Babes in Toyland, The Parent Trap, شکوه علفزار | فیلم های برنده بیشترین جایزه - ۱۰ جایزه: داستان وست ساید (فیلم) - ۲ جایزه: صبحانه در تیفانی, بیلیاردباز, قضاوت در نورنبرگ |